# Cultura delle anfore globulari

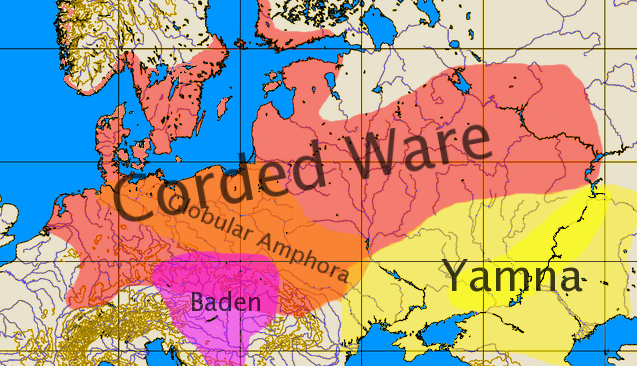
Estensione approssimata dell'orizzonte della "ceramica cordata" (Corded Ware) con le culture del III millennio adiacenti (secondo l'EIEC).

La cultura delle anfore globulari - in tedesco Kugelamphoren, in inglese Globular Amphora culture (GAC) (3400-2800 a.C. circa), è una cultura archeologica che viene inclusa nell'area centro-orientale occupata in seguito dalla cultura della ceramica cordata. A sud e ad est, confinava con la cultura di Baden. A nord-est si trovava la cultura di Narva.
Occupava gran parte del territorio della più antica cultura del bicchiere imbutiforme. Il nome fu coniato da Gustaf Kossinna per via delle caratteristiche ceramiche: vasi a forma globulare con due o quattro manici.

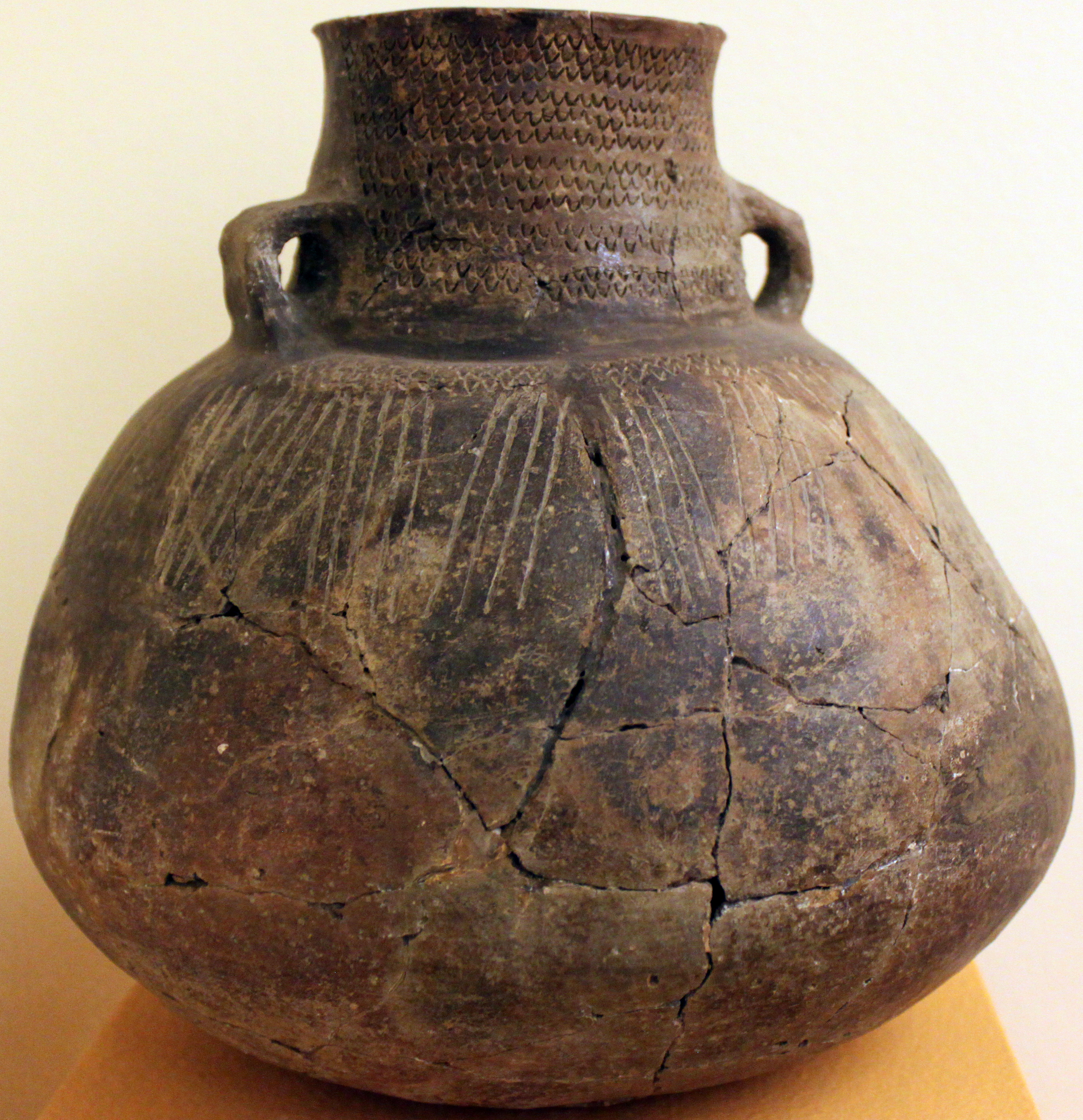
Anfora globulare

## Estensione
La cultura delle anfore globulari viene localizzata nell'area delimitata dal bacino idrografico dell'Elba (dove esistono i reperti della cultura di Havelland), ad ovest e da quello della Vistola ad est, estendendosi verso sud fino al corso medio del Dniester e verso est fino al Dnieper. Ad occidente dell'Elba, alcune anfore globulari sono state trovate in tombe megalitiche. Reperti della GAC nelle zone della steppa vengono normalmente attribuiti ad una tarda espansione tra il 2950-2350 a.C. ca. da un centro in Wolhynia e Podolia.

## Economia
L'economia era basata sull'allevamento di una varietà di specie, i maiali in particolare nella fase più arcaica, diversamente dalla precedente cultura dei vasi ad imbuto, che preferiva i bovini. Gli insediamenti erano sparsi, e normalmente contengono piccoli gruppi di fosse. Nessuna soddisfacente pianta di casa è stata ancora portata alla luce dagli scavi. È stato suggerito che alcuni di questi insediamenti fossero stagionali, oppure temporanei.

## Sepolture

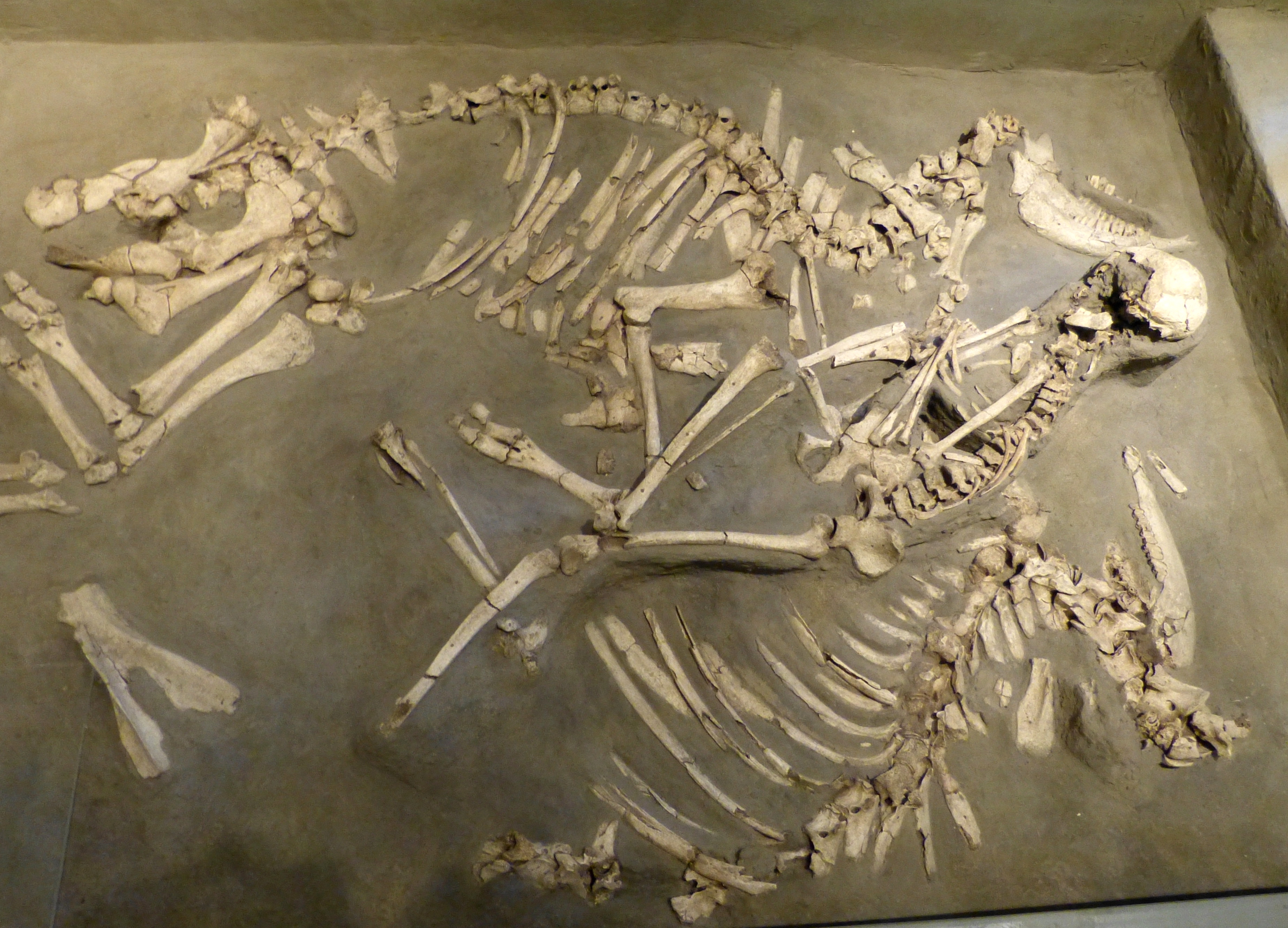
Sepoltura di un uomo accompagnato da una coppia di buoi, Sangerhausen

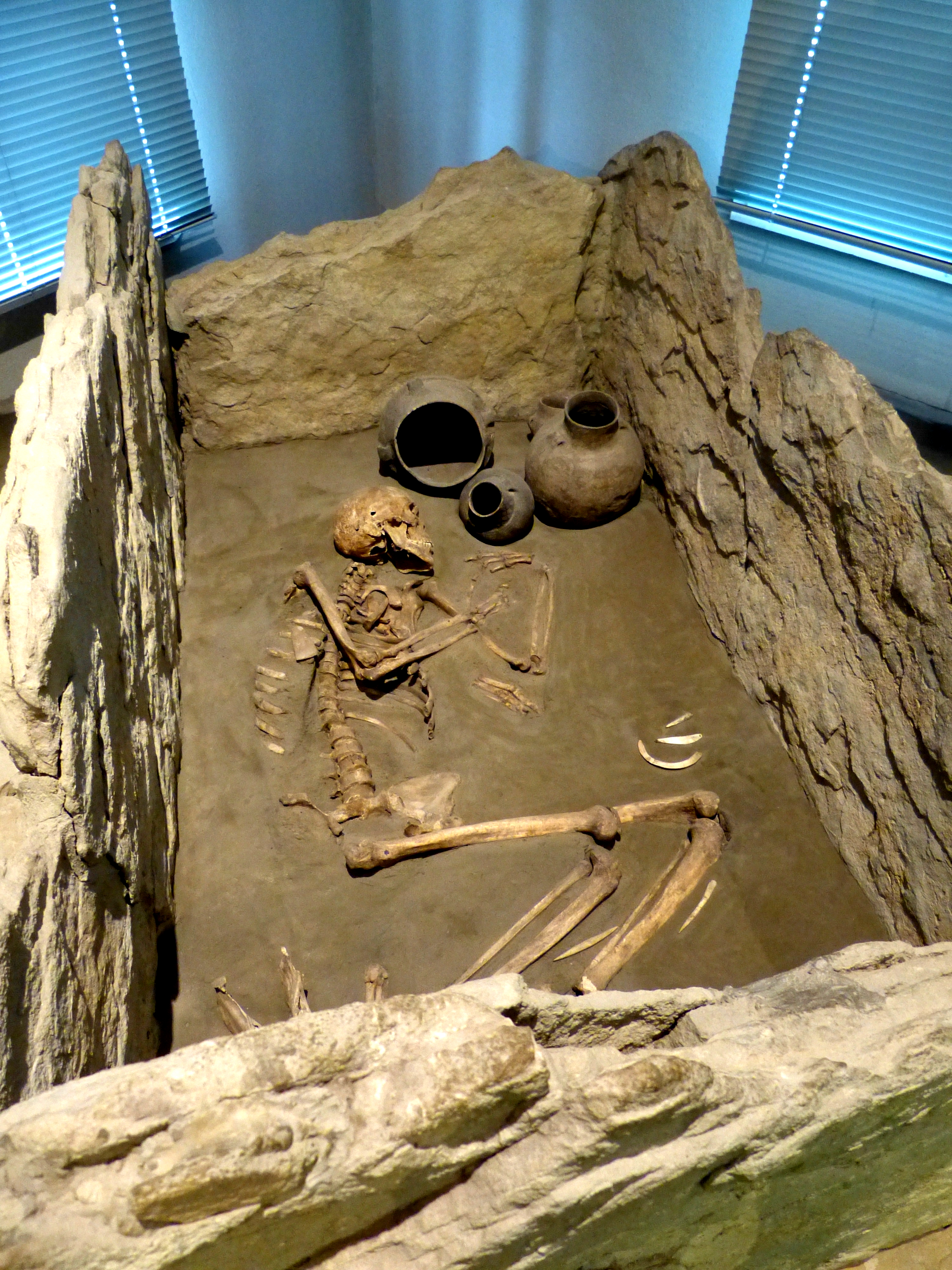
Sepoltura della cultura delle anfore globulari, Kalbsrieth

La GAC è principalmente nota per le sue sepolture. L'inumazione avveniva in una fossa o cista. Sulla tomba venivano lasciate una varietà di offerte sacrificali, incluse parti di animali (come la mascella del maiale) o anche interi animali, come i buoi. I doni funerari comprendono le tipiche anfore globulari e le asce da battaglia in pietra. Ci sono anche sepolture di bestiame, spesso in coppia, accompagnati da offerte funerarie. Nelle tombe megalitiche sono state scoperte anche sepolture secondarie.

## Interpretazione
L'inclusione di animali nelle sepolture viene vista, da Gimbutas, come un elemento culturale intrusivo. Anche la pratica della sati (vedova indiana immolata sul rogo del marito), ipotizzata da Gimbutas viene vista come un elemento culturale fortemente intrusivo. I sostenitori di Marija Gimbutas e la sua ipotesi sul kurgan puntano a queste distintive pratiche di sepoltura, affermando che ciò viene a rappresentare la seconda ondata migratoria degli indoeuropei. In questo contesto rappresenterebbe un antico continuum germanico-baltico-slavo.

## Paleogenetica
Mathieson et al. (2018) hanno analizzato il DNA antico di otto maschi della cultura delle anfore globulari. Secondo l'analisi delle componenti ancestrali, avevano circa il 70% di antenati dai primi agricoltori europei e il 30% di antenati dai cacciatori-raccoglitori occidentali, con tracce trascurabili di antenati dai cacciatori-raccoglitori orientali e dai pastori delle steppe occidentali.